# Centrothele mossman
Centrothele mossman là một loài nhện trong họ Lamponidae. Loài này được phát hiện ở Queensland.